# تایلر ران کوئینز گیت (پنسیلوانیا)
تایلر ران کوئینز گیت، پنسیلوانیا (به انگلیسی: Tyler Run-Queens Gate, Pennsylvania) یک منطقهٔ مسکونی در ایالات متحده آمریکا است که در York County واقع شده‌است.

## خصوصیات
تایلر ران کوئینز گیت ۴٫۰ کیلومترمربع مساحت و ۲٬۹۲۶ نفر جمعیت دارد.